# سیلن ژنده‌پوش
سیلن ژنده‌پوش (نام علمی: Silene flos-cuculi) نام یک گونه از سرده لیخنس است.